# Dolophones macleayi
Dolophones macleayi là một loài nhện trong họ Araneidae.
Loài này thuộc chi Dolophones. Dolophones macleayi được miêu tả năm 1876 bởi Bradley.